# Afrika (strip)
Afrika is het vijfde stripalbum uit de Djinn-reeks en behoort samen met De zwarte parel, Pipiktu, Onrust en De gorillakoning tot de Afrikaanse cyclus. De strip werd voor het eerst uitgegeven bij Dargaud in mei 2005. Het album is getekend door Ana Miralles met scenario van Jean Dufaux.